# Höheres Kommando der Unterseebootsausbildung
Das Höhere Kommando der Unterseebootsausbildung (H.K.U.) war eine Kommandobehörde der Kriegsmarine. Dieses war eines von sechs Höheren Kommandeuren der Kriegsmarine, welche fachspezifische Schulen der Kriegsmarine unter einer Führung vereinte.

## Geschichte
Das Höhere Kommando der Unterseebootsausbildung wurde am 15. Januar 1943 in Kiel eingerichtet. Die Unterstellung erfolgte unter den Kommandierenden Admiral der Unterseeboote. Die Dienststelle war für alle truppendienstlichen und militärgerichtsmäßigen Angelegenheiten der Unterseebootslehrdivisionen (ULD) und Unterseebootsausbildungsabteilungen (UAA) verantwortlich und organisierte die gesamte U-Bootsgrundausbildung der Kriegsmarine. 1944 ging das Kommando nach Plön und im letzten Kriegsjahr nach Neustadt in Holstein. Die Dienststelle bestand bis Kriegsende.

## Unterstellungen
Dem Kommando wurden die Unterseebootslehrdivisionen unterstellt:
- 1. U-Lehrdivision in Pillau und mit der 21. U-Flottille
- 2. U-Lehrdivision in Gotenhafen und mit der 22. U-Flottille
- ab September 1943 3. U-Lehrdivision in Neustadt in Holstein
- ab Februar 1944 4. U-Lehrdivision in Memel

Zusätzlich waren noch die drei Unterseebootsausbildungsabteilungen dem Kommando zugewiesen:
- 1. U-Ausbildungsabteilung in Plön
- 2. U-Ausbildungsabteilung in Neustadt in Holstein, später Zeven
- ab April 1943 3. U-Ausbildungsabteilung in Pillau, später Schleswig

Im Februar/März 1945 wurde sowohl die 1. U-Lehrdivision als auch die 2. U-Lehrdivision aufgelöst. Die 4. U-Lehrdivision war bereits im November 1944 aufgelöst worden.

## Stabsoffiziere beim Stabe
- von der Aufstellung bis Mai 1943: Korvettenkapitän (Ing.) Felix Miller (* 1909), welcher später Kommandeur der 4. ULD wurde.[4]
- von Mai 1943 bis September 1943: Korvettenkapitän (Ing.) Heinrich Schmidt (* 1905), übernahm bis Kriegsende das Kommando über die neu aufgestellte 3. ULD.[5]
- von September 1943 bis Juli 1944: Korvettenkapitän (Ing.) Rudolf Wahl (* 1910)[6]
- von Juli 1944 bis Kriegsende: Korvettenkapitän (Ing.) Wolfgang Bahn (* 1908), welcher bereits in der 2. ULD und 3. ULD gedient hatte.[7]

## Kommandeur der Dienststelle
Der Kapitän zur See Albrecht Schmidt war der einzige Kommandeur der Dienststelle.